# Pindwāra
Pindwāra är en ort i Indien.   Den ligger i distriktet Sirohi och delstaten Rajasthan, i den nordvästra delen av landet, 600 km sydväst om huvudstaden New Delhi. Pindwāra ligger 375 meter över havet och antalet invånare är 23 229.
Terrängen runt Pindwāra är platt åt nordväst, men åt sydost är den kuperad. Runt Pindwāra är det ganska tätbefolkat, med 199 invånare per kvadratkilometer. Pindwāra är det största samhället i trakten. Trakten runt Pindwāra består till största delen av jordbruksmark.